# Mount Vernon (Kentucky)
Mount Vernon is een plaats (city) in de Amerikaanse staat Kentucky, die bestuurlijk valt onder Rockcastle County.

## Demografie
In 2006 werd het aantal inwoners door het United States Census Bureau geschat op 2620.

## Geografie
Volgens het United States Census Bureau beslaat de plaats een oppervlakte van
9,6 km², waarvan 8,2 km² land en 1,4 km² water. Mount Vernon ligt op ongeveer 346 m boven zeeniveau.

## Muziek
Renfro Valley, een buurtschap die tot Mount Vernon hoort, wordt ook wel Kentucky's hoofdstad van de countrymuziek genoemd. Hier staat ook het Kentucky Music Museum waarin de Kentucky Music Hall of Fame is opgenomen. Op een boerderij in de buurt groeide de vroege countryartiest Doc Hopkins op.

## Plaatsen in de nabije omgeving
De onderstaande figuur toont nabijgelegen plaatsen in een straal van 28 km rond Mount Vernon.